# Маках (народ)

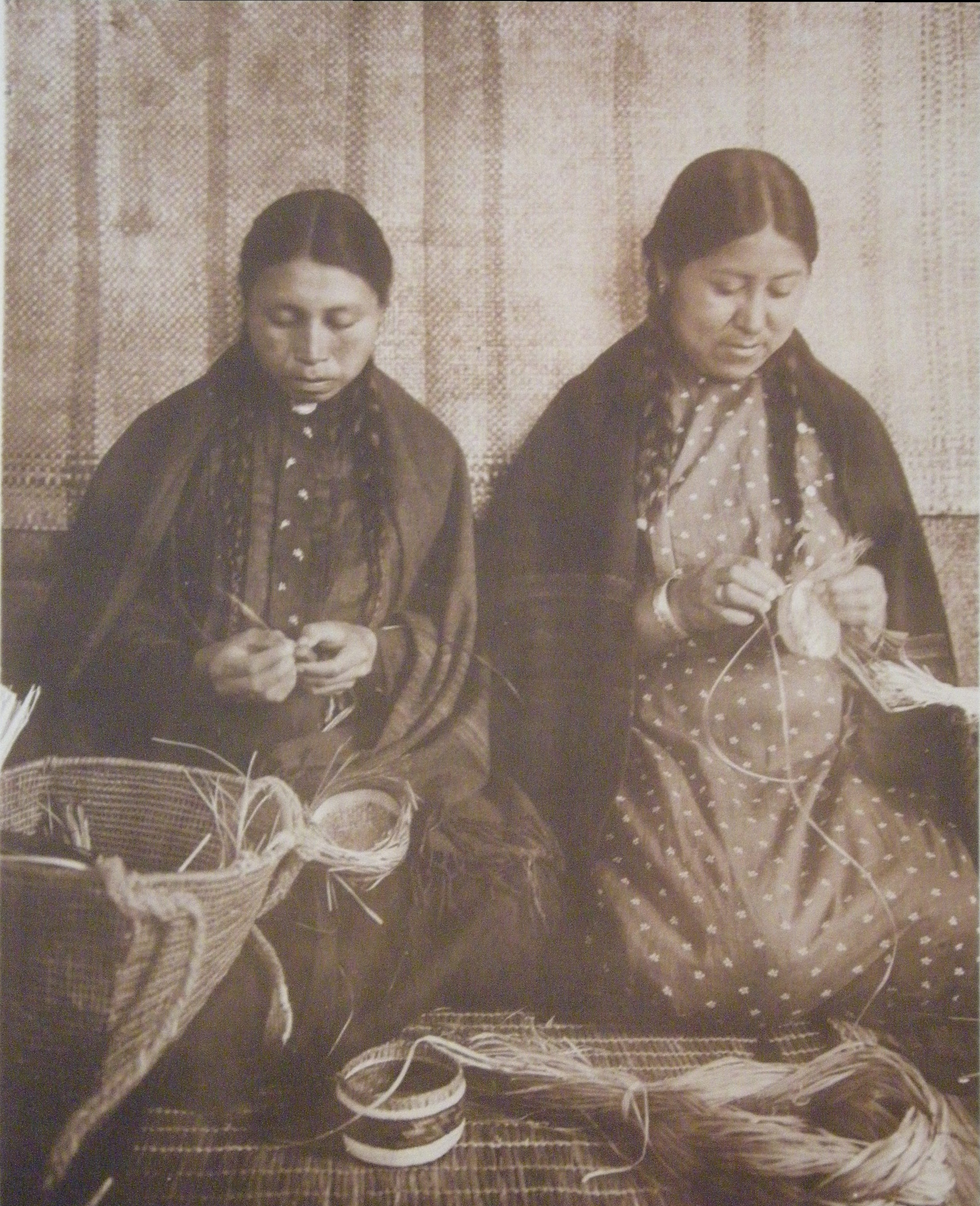
Женщины из племени маках, 1910 г.

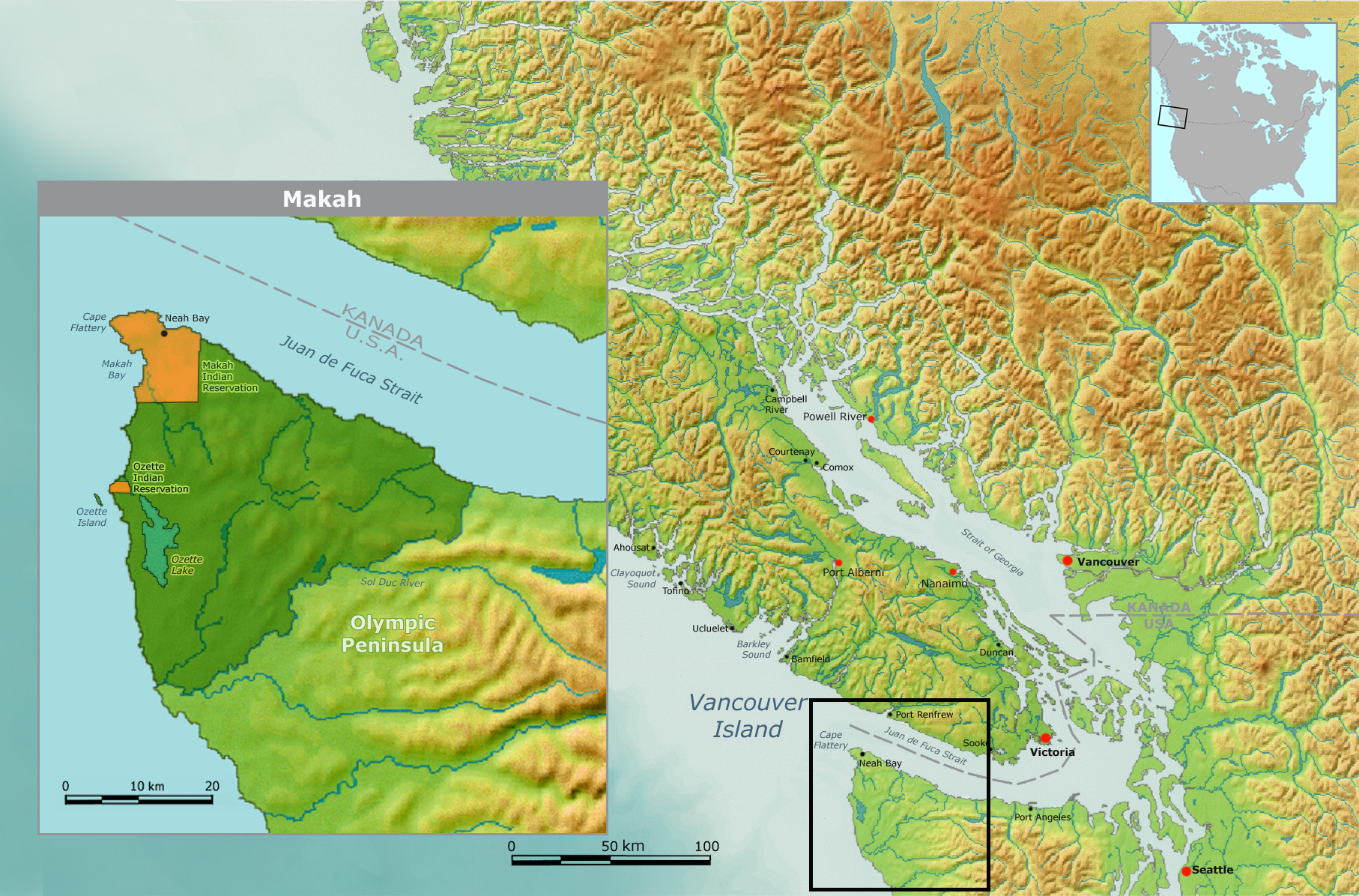
Традиционная территория и современная резервация маках

Маках — один из индейских народов Северо-западного побережья, проживающих в штате Вашингтон, США. Маках являются самой южной частью лингвистической группы вакашей и единственным членом этой семьи, проживающим в нынешних границах Соединённых Штатов, другие представители живут в Британской Колумбии, Канада.

## Язык
Маках как родной язык народа вымер с 2002 года, когда умер его последний свободно говорящий носитель. Однако он сохранился как второй язык. Племя маках работает над возрождением языка и создало дошкольные классы для обучения своих детей.

## История
До появления европейцев основными маках занятиями были рыболовство, китобойный промысел и собирательство. Они обитали в 5 больших селениях, связанных родственными узами, языком и традициями. Богатство природных ресурсов позволило маках создать общество, где каждый человек имел свой социальный ранг. На вершине социальной лестницы стояли главы больших семей, которые занимали отдельные большие дома. Взрослые маках могли выбирать, жить среди родственников отца или матери, поскольку у семей также имелся свой социальный ранг. Маках имели представление о личное богатство, специализацию в ремесленном и военном деле. Выделялся слой рабов, среди которых преобладали военнопленные. В 1834 году судно из Японии село на мель недалеко от мыса Флэттери. Маках забрали троих выживших с разбитого корабля и держали их в качестве рабов в течение нескольких месяцев, прежде чем отвезти в форт Ванкувер.
В 1852 году маках сильно пострадали от эпидемии оспы. Это вынудило представителей племени подписать в 1855 году договор Ниа-Бей с федеральным правительством США, уступив большую часть своих традиционных земель. В 1862 году в их резервации была открыта первая школа.
В 1970-е годы появилось движение маках за возрождение традиционной культуры. В 1979 году в резервации был создан культурный и исторический центр маках. Ежегодно проводится День маках.

## Резервация
Индейская резервация племени расположена на северо-западной оконечности полуострова Олимпик в округе Клаллам, штат Вашингтон. Общая площадь резервации составляет 121,77 км², её административным центром является статистически обособленная местность Ниа-Бей. В 2019 году в резервации проживало 1 541 человек.

## Население
Джеймс Муни (1928), подсчитал, что маках в 1780 году насчитывали около 2000 человек, эта цифра, очевидно, основана на числе, приведённом Льюисом и Кларком в 1805 году. В 1905 году их было 435, перепись 1910 года дала 360, а отчёт Управления США по делам индейцев за 1923 год дал 425 человек, включая жителей небольшого участка резервации у реки Озетт. В 1937 году было подсчитано 407 человек, не считая небольшого количества маках, проживающих в районе реки Озетт.
По данным федеральной переписи населения 2000 года племя маках насчитывало 2005 человек. В 2010 году численность чистокровных маках составляла 2 031 человек, а вместе с метисами их было 2 910.